# 穆瓦塞
穆瓦塞（法語：Moissey，法語發音：[mwasɛ]）是法国汝拉省的一个市镇，属于多勒区。

## 地理
穆瓦塞（47°11'49"N, 5°31'25"E）面积10.63 平方千米，位于法国勃艮第-弗朗什-孔泰大區汝拉省，该省份为法国东部内陆省份，北起上索恩省，西北接科多尔省，西临索恩-卢瓦尔省，南至安省，东与杜省和瑞士接壤。
与穆瓦塞接壤的市镇（或旧市镇、城区）包括：蒙米雷城、阿芒日、阿尔舍朗日、沙特努瓦、弗拉讷莱默利耶尔、格勒迪桑、默诺泰、蒙米雷堡、奥夫朗日。

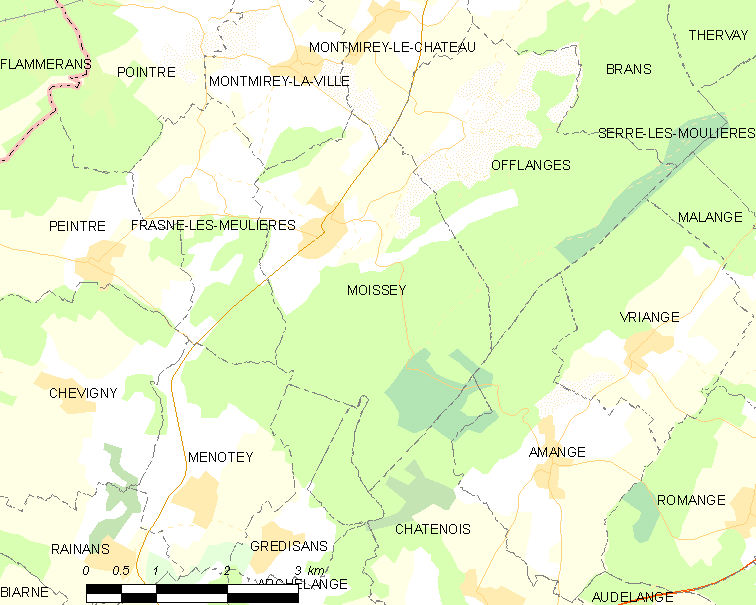
穆瓦塞的OSM定位图

穆瓦塞的时区为UTC+01:00、UTC+02:00（夏令时）。

## 行政
穆瓦塞的邮政编码为39290，INSEE市镇编码为39335。

## 政治
穆瓦塞所属的省级选区为欧蒂姆县。

## 人口

1962-2008年间穆瓦塞人口变化图示

穆瓦塞于2022年1月1日时的人口数量为565人。